# Veine jugulaire externe

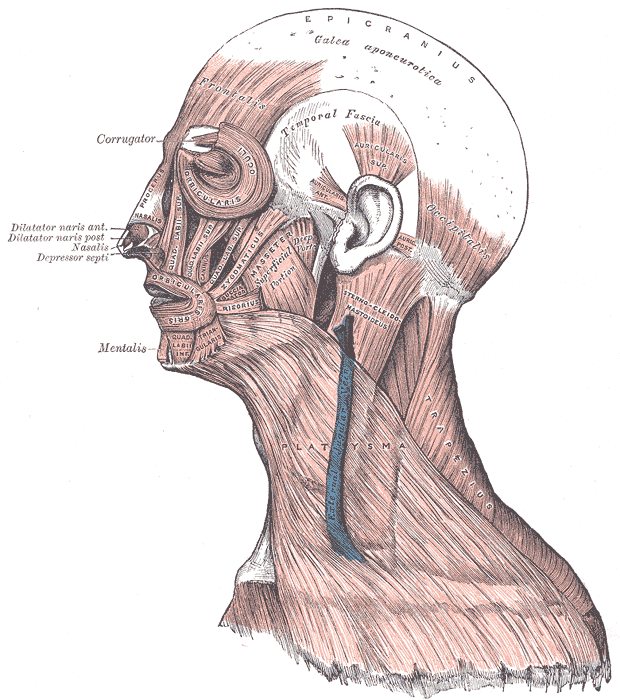
en bleu: la jugulaire externe

Les veines jugulaires externes ou jugulaires externes sont des veines superficielles du cou qui reçoivent le sang venant de l'extérieur de la boite crânienne et des parties profondes de la face. Elles peuvent être visible sous la peau. Elles sont au nombre de deux, droite et gauche.

## Description
Elles prennent naissance dans la glande parotide au niveau de l'angle de la mandibule par la fusion de la veine temporomaxillaire avec la veine auriculaire postérieure.
Elles descendent suivant une ligne reliant l'angle de la mandibule avec le milieu de la clavicule au bord postérieur du muscle sterno-cléido-mastoïdien.
Elles s'achèvent en arrière de la première côte au niveau du muscle scalène antérieur en se jetant dans la veine sous-clavière.
Elles peuvent être discrètement pulsatile, explorée historiquement par le jugulogramme.

## Examen clinique
Elles sont visibles sous la peau, sur les faces latérales du cou, surtout en position allongée ou semi-assise. Elles augmentent de volume lors de leur compression à la base du cou, au cours d'une manœuvre de Valsalva. Elles sont également plus visibles durant l'expiration.
On peut rechercher un reflux hépato-jugulaire par compression de l'abdomen, en dessous des côtes droites. Ce reflux est plus visible à droite. Il est considéré comme anormal si ce reflux se prolonge après la fin de la compression. Il témoigne d'une augmentation de la pression de l'atrium droit.
Une turgescence jugulaire correspond à un gonflement considéré comme anormal de ces veines et constitue un indice en faveur d'une insuffisance cardiaque droite.
Le signe de Kussmaul correspond en une visibilité plus grande de la veine en inspiration. Il témoigne également de l'élévation de la pression de remplissage de l'atrium droit.

## Utilisation médicale
Il s'agit d'une voie d'accès pour une perfusion. Elle est considérée comme voie veineuse périphérique si le cathéter est court, l'extrémité se situant dans la veine jugulaire externe. Elle peut constituer une voie veineuse centrale si l'extrémité du cathéter est dans la veine cave supérieure.

## Galerie

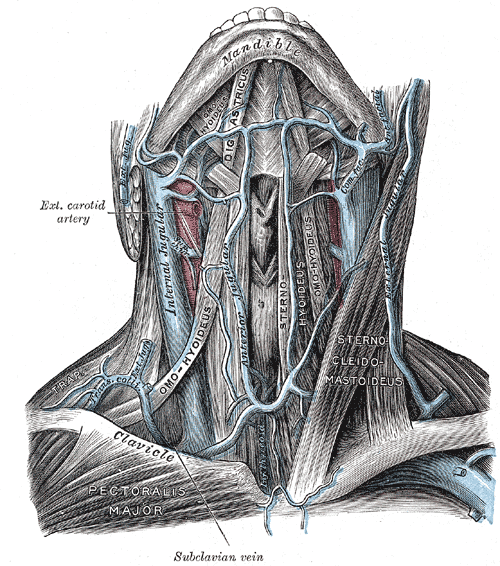
Les veines du cou avec la jugulaire externe sur la droite.
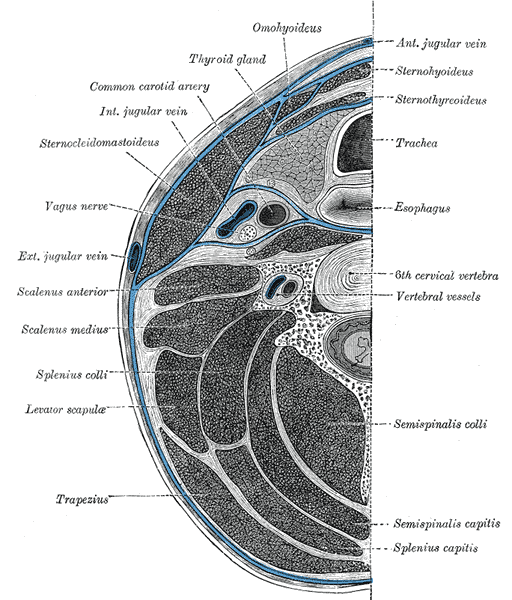
Coupe du cou au niveau de la sixième vertèbre cervicale.
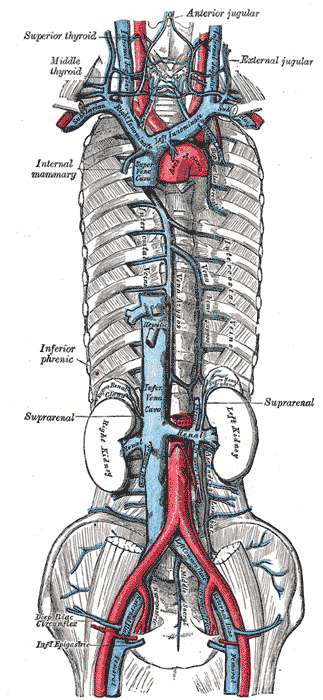
Les veines jugulaires externes se jettent dans les veines sous-clavières.